# Iouri Podladtchikov
Iouri Podladtchikov (russisch Юрий Юрьевич Подладчиков/Juri Jurjewitsch Podladtschikow; * 13. September 1988 in Podolsk, Sowjetunion) ist ein Fotograf und ehemaliger russisch-schweizerischer Snowboarder, der besonders erfolgreich in der Halfpipe startete. Zunächst ging Podladtchikov für Russland an den Start, ehe er sich 2007 von der Schweiz einbürgern liess. Seine grössten Erfolge sind der Olympiasieg 2014 und der Weltmeistertitel 2013.

## Karriere

### Anfänge im Weltcup und bei Grossereignissen (2003–2006)
Der Snowboarder debütierte 14-jährig bei den russischen Meisterschaften 2003, wo er einen 30. Platz unter 35 Teilnehmern belegte. Ein Jahr darauf, im Februar 2004, nahm er an seinem ersten internationalen Grossereignis teil, der Juniorenweltmeisterschaft in Deutschland und Tschechien. Im Big Air erreichte er dort den 17. Rang, womit er sich im besten Fünftel des Starterfeldes klassierte. Auch in der Halfpipe gelang ihm mit Platz 37 ein Ergebnis in der oberen Hälfte. Von nun an konzentrierte sich Podladtchikov auf diese beiden Disziplinen, lediglich bei TTR-Wettbewerben ging er auch im Slopestyle an den Start. Nach den guten Ergebnissen bei der Junioren-WM gab er im Oktober 2004 mit 16 Jahren sein Debüt in der FIS-Weltcuptour, bei dem er als 31. nur um einen Platz die Punkteränge verpasste. Im gleichen Winter startete Podladtchikov ausserdem beim Europäischen Olympischen Winter-Jugendfestival 2005 in Monthey, wo er in der Halfpipe guter Fünfter wurde, sowie bei einem zweiten Weltcup, den er als Zwanzigster beendete.
Die Saison 2005/06 begann für Podladtchikov mit einem 19. Rang in der Halfpipe beim Weltcup in Whistler. Zudem gewann der Snowboarder sein erstes Europacuprennen. Ende Dezember 2005 debütierte er auch in der TTR in Davos, wo er zum Auftakt 21. wurde. Im Januar 2006 folgten weitere FIS-Weltcup- und TTR-Wettbewerbe, bei denen er unterschiedlich gut abschnitt; bestes Ergebnis war ein 13. Rang beim Weltcup in Kreischberg, ausserdem gewann er die Junior Burton European Open in Laax. Die allein für die Olympiaqualifikation ausschlaggebenden Weltcupresultate unter den besten zwanzig reichten, um für die Olympischen Spiele Mitte Februar nominiert zu werden. Nachdem er dieses Ziel erreicht hatte, wurde der Nachwuchsathlet erstmals vom russischen Verband gefördert. Bis dahin hatte Podladtchikov selbstständig die Weltcupreisen buchen müssen. Auch insgesamt kritisierte der Snowboarder die Organisation im Verband als «zu lasch» und die Verhältnisse als «verwirrend», es sei schwer, sich auf das Wesentliche zu konzentrieren. Vorausschauend auf Olympia sah er keinerlei Medaillenchancen, sein Ziel sei, einfach zu fahren und sein Bestes zu geben. Tatsächlich war Podladtchikov nach einem missglückten ersten Qualifikationsdurchgang, den er als 44. und Letzter beendete, chancenlos. Schliesslich platzierte er sich auf dem 37. Rang, womit er den Final der besten zwölf klar verpasste. Mit den Olympischen Spielen beschloss der Athlet auch die Saison, in der er im Weltcup 87. wurde.

### Erster Weltcupsieg und Podiumsergebnisse in der TTR (2006–2010)
Die Saison 2006/07 eröffnete Podladtchikov mit seinem ersten Sieg bei einem TTR-Ereignis. Das Rail Battle, bei dem er den Slopestyle-Wettkampf für sich entschied, war jedoch ein Event, das nur mit zwei von sechs Sternen, also als eher niederklassig, bewertet wurde. Anfang des neuen Jahres 2007 überzeugte er jedoch auch bei zwei 6-Sterne-Events, der O’Neill Evolution und den Burton European Open, wo er beide Male in der Halfpipe Zweiter wurde und so viele Punkte für das TTR-Gesamtklassement sammelte. Ende Januar nahm er zudem erstmals an der Weltmeisterschaft teil. Dort verpasste er jedoch sowohl in der Halfpipe als auch im Big Air die Finals und wurde 56. beziehungsweise 43. Anschliessend verzichtete Podladtchikov auf weitere FIS-Weltcuprennen und konzentrierte sich auf die TTR, auf der er weitere Top-Ten-Platzierungen holte. Insgesamt erreichte er den sechsten Platz in der Gesamtwertung und sicherte sich damit Einladungen zu den prestigeträchtigen Events der nächsten Saison. Dagegen fiel seine Gesamtweltcupplatzierung deutlich schlechter aus als im vorherigen Jahr, da er nur bei einem Rennen gestartet war.
Im Juli 2007 wechselte Podladtchikov endgültig den Verband. Der Cheftrainer für den Freestyle-Bereich im Schweizer Team, Marco Bruni, erklärte, der Neu-Schweizer habe schon immer zum Team gehört, weil er mit den restlichen Teamkollegen trainiert habe. Es gab keine Probleme bei dem Nationenwechsel, da sich der russische Verband nicht dagegen wehrte. Seine ersten Wettkämpfe als Schweizer bestritt er im August und September in Neuseeland, zunächst bei den Burton New Zealand Open, die er als Sechster in der Halfpipe beendete, dann beim Weltcupauftakt in Cardrona, wo er als Zweiter zum ersten Mal auf einem Weltcuppodest stand. Nachdem Podladtchikov in Saas-Fee zunächst den Europacup und wenige Tage später auch den Weltcup gewinnen konnte, stieg er zu einem Favoriten im Weltcup auf und übernahm auch zwischenzeitlich die Führung in diesem. Der Snowboarder, der bereits in der Qualifikation Distanz zu seinen Konkurrenten geschaffen hatte, war sehr zufrieden mit dem Rennen und meinte: «Es lief so unglaublich gut heute. In dieser super Pipe konnte ich einen fast perfekten Run zeigen, bis auf den letzten Hit. Ich brauchte auch nur einen Versuch, um meine Tricks zu stehen.» Anschliessend legte Podladtchikov eine zweimonatige Pause ein, ehe er zu Beginn 2008 wieder auf der TTR an den Start ging. Dort gelang ihm binnen zweieinhalb Wochen viermal in Folge der Sprung unter die besten zehn – darunter ein Podiumsresultat bei einem 4-Sterne-Event –, womit er auch auf der TTR die Führung für drei Wochen übernahm. Zum Saisonende kam er noch zweimal im Weltcup auf das Podium, er wurde einmal Zweiter und einmal Dritter. Schliesslich gewann er mit über 1000 Punkten Vorsprung auf den zweitplatzierten Gregory Bretz den Halfpipe-Weltcup und wurde 13. im Gesamtweltcup. Auf der TTR reichte es nach zum Saisonende eher abfallenden Leistungen erneut für den sechsten Gesamtrang; mit elf in die Wertung eingehenden Rennen zählte er zu den konstantesten Snowboardern der Tour.
Erst spät begann Podladtchikov die Saison 2008/09. Bis zum Ende des Jahres 2008 stand nur ein 27. Rang beim NorAm-Cup zu Buche. Dafür war er als Sportler der Stadt Zürich, in der er seit seinem Umzug in die Schweiz lebte, ausgezeichnet worden, die Preisverleihung fand im März 2009 statt. Im Januar 2009 bestritt er einige zunächst gering erfolgreiche Wettkämpfe auf der TTR, dann erreichte er den dritten Rang bei den Burton European Open. Auch die ersten beiden Wettbewerbe im Weltcup beendete der Schweizer auf dem dritten Platz. Obwohl er danach nur noch bei einem Weltcupereignis startete – dem Big Air in Moskau –, wurde er 13. im Halfpipe- und 45. im Gesamtweltcup. Etwa im gleichen Bereich platzierte er sich auf der TTR, wo er Gesamt-49. wurde.
Die olympische Weltcupsaison 2009/10 begann für Podladtchikov mit einem weiteren Podestergebnis, einem zweiten Platz in Cardrona, wo er sich nur dem Halfpipe-Olympiasieger Shaun White geschlagen geben musste. Die Saison 2009/10 auf der Swatch TTR Tour verlief für Podladtchikov mit einem Sieg in der Halfpipe der 6Star O’Neill Evolution und den 5Star Burton Canadian Open erfolgreich. Beim letzten 6-Sterne-Event der Tour, den Burton US Open, verpasste er den Halfpipe-Podest nur knapp und beendete den Wettbewerb auf Platz 4. Er war in dieser Saison einer der wenigen Snowboarder (neben Shaun White), die in der Halfpipe den 1260 Double McTwist beherrschten. Die TTR World Tour beendete er mit dem zweiten Rang in der Gesamtliste mit 880,24 Punkten, hinter dem in der 2009/10 Tour dominierenden Finnen Peetu Piiroinen.

### Weltmeister 2010 und Olympiasieger 2014
Bei den Olympischen Winterspielen 2010 belegte Podladtchikov den vierten Platz. Am 18. Februar 2012 wurde er TTR-Weltmeister in der Halfpipe. 2013 gewann er die Weltmeisterschaft der FIS in der Halfpipe. Ebenso entschied er die BEOs 2012 für sich. Bei den X Games in Tignes stand er am 21. März 2013 erstmals in einem Wettkampf erfolgreich den von ihm kreierten «YOLO Flip», einen äusserst anspruchsvollen doppelt über Kopf gedrehten 1440° Doublecork. Elf Monate später, bei den Olympischen Winterspielen 2014 in Sotschi, wurde er Olympiasieger.
Podladtchikov nahm Ballettstunden und empfand seine Läufe dadurch bereichert.

### Rücktritt
Den letzten Wettkampf absolvierte er im Januar 2020 in Laax. Nach zahlreichen Verletzungen (Kreuzbandriss, Schädel-Hirn-Trauma, Achillessehnenriss) trat Podladtchikov am 23. August 2020 vom Wettkampfsport zurück.

## Privates
Podladtchikovs Vater, ein Professor für Geophysik, wanderte im Jahr 1992 nach dem Zusammenbruch der Sowjetunion und Entstehung der GUS samt seiner Familie aus dem neu entstandenen Staat Russland nach Westeuropa aus. Nach Stationen in Schweden und den Niederlanden liessen sich die Podladtchikovs 1996 in der Schweiz nieder. Bis zum Sommer 2007 nahm Iouri Podladtchikov für Russland an Wettkämpfen teil. Er wurde Schweizer Staatsbürger und damit Doppelbürger. Ob seiner guten Leistungen in dem darauffolgenden Winter erhielt der Snowboarder nach eigenen Angaben ein Angebot des russischen Verbandes, wieder für diesen zu starten. Diese Offerte wies er jedoch zurück, mit der Begründung, dass «im Schweizer Verband alles viel professioneller» sei. Neben dem Snowboard fährt Podladtchikov wie auch andere Athleten der Disziplin gerne Skateboard.
Podladtchikov studierte Fotografie und erstmals 2016 an der Universität Zürich Kunstgeschichte. Dazu kam ein Kunststudium in New York. 2020 rückte er freiwillig in einen Hilfseinsatz in der Schweizer Armee ein.

## Varia
Iouri Podladtchikov wurde zusammen mit fünf weiteren Personen als möglicher Preisträger der Arosa Humorschaufel 2014 nominiert, eines Jurypreises des Arosa Humor-Festivals.
Iouri Podladtchikov ist nicht nur ein begnadeter Snowboarder. Er ist ebenfalls ein begeisterter Skateboarder. Unter anderem deshalb, wie auch aus Trainingszwecken, steht in seiner persönlichen Trainingshalle in Freienbach eine Kingsize Halfpipe mit 14 m Breite und 3,8 m Höhe.